# Dana Davis
Dana Davis (Davenport (Iowa), 4 oktober 1978) is een Amerikaans actrice.
Davis is vooral bekend als actrice in de televisieindustrie. Ze heeft in talloze televisieseries rollen gehad, waaronder Boston Public, Malcolm in the Middle, Joan of Arcadia, That's So Raven, Cold Case, Gilmore Girls, The O.C., Veronica Mars en CSI: Miami.
Davis kreeg haar eerste filmrol in 2004, toen ze naast Hilary Duff in Raise Your Voice te zien was. Na een kleine rol in Coach Carter (2005), was ze in 2008 te zien in de horrorfilm Prom Night.
Davis had vaste rollen in de televisieseries The Nine en Hidden Palms, en vanaf 2007 in Heroes.

## Filmografie
- Raise Your Voice (2004)
- Coach Carter (2005)
- Testing Bob (2005), tv-film
- Prom Night (2008)
- Relative Stranger (2009), tv-film
- The Right Girl (2015), tv-film

### Televisie
*Exclusief eenmalige optredens
- Boston Public (2001)
- Point Pleasant (2005)
- Gilmore Girls (2005)
- Veronica Mars (2005-2006)
- The Nine (2006-2007)
- Heroes (2007)
- 10 Things I Hate About You (2009-2010)
- Franklin & Bash (2011-2013)
- Motorcity (2012-2013)
- Star vs. the Forces of Evil (2016-2019), stemrol
- Scorpion (2017)
- Craig of the Creek (2018), stemrol
- She-Ra and the Princesses of Power (2018), stemrol

- Library of Congress Control Number: n2008049899
- Virtual International Authority File: 58554190
- WorldCat: E39PBJwRWkQtPDbm6kTCW746rq